# Polyrhachis gamaii
Polyrhachis gamaii é uma espécie de formiga do gênero Polyrhachis, pertencente à subfamília Formicinae.